# Antônio Ribeiro de Oliveira
Antônio Ribeiro de Oliveira (ur. 10 czerwca 1926 w Orizona, zm. 28 lutego 2017 Goiânia) – brazylijski duchowny katolicki, biskup pomocniczy Goiânia 1961-1975 i tamże arcybiskup 1985-2002, w międzyczasie w latach 1975-1985 biskup diecezjalny Ipameri.

## Życiorys
Święcenia kapłańskie otrzymał 2 kwietnia 1949.
25 sierpnia 1961 papież Jan XXIII mianował go biskupem pomocniczym Goiânia ze stolicą tytularną Arindela. 19 października tego samego roku z rąk arcybiskupa Fernanda Gomes dos Santos przyjął sakrę biskupią. 19 grudnia 1975 mianowany biskupem diecezjalnym Ipameri. 23 października 1985 wyniesiony do godności arcybiskupiej i przeniesiony do archidiecezji Goiânia. 8 maja 2002 ze względu na wiek na ręce papieża Jana Pawła II złożył rezygnację z zajmowanej funkcji.
Zmarł 28 lutego 2017.